# Dębiany (Bartoszyce)
Pour les articles homonymes, voir Dębiany.
Dębiany est un village polonais de la voïvodie de Varmie-Mazurie, dans le powiat de Bartoszyce.